# 斯托納峰
77°54′S 163°6′E / 77.900°S 163.100°E
斯托納峰（英語：Stoner Peak）是南極洲的山峰，位於維多利亞地的斯科特海岸，處於科弗特冰川和斯普林冰川之間，屬於皇家學會嶺的一部分，海拔高度1,300米，現時由南極條約體系管理。